# Hjelmelandsfjorden
Hjelmelandsfjorden er en lille fjordarm af Boknafjorden i Hjelmeland kommune i Rogaland fylke i Norge. Fjorden ligger nord for Hjelmelandsvågen og grænser til Gardssundfjorden i vest, Ombofjorden i nord og Jøsenfjorden i øst. Hjelmelandsfjorden kan regnes som både en fortsættelse af Ombofjorden og Gardssundsfjorden. Fra vest til øst måler den 4 kilometer, mens den strækker sig 5 kilometer fra Ombofjorden i nord, mod sydvest til nordøstsiden af Randøy.
Ved Randøy fortsætter Ølesundet frem mod sydvest til Fisterfjorden på den anden side.
Færgeforbindelsen Hjelmeland–Nesvik–Skipavik krydser Hjelmelandsfjorden; Fra Hjelmelandsvågen går det færge til Nesvik på Jøsneset på nordvestsiden og til Skipavik på Ombo i nordøst. Der går også færge mellem Nesvik og Skipavik.